# Spirit World Field Guide
Spirit World Field Guide è l'ottavo album in studio del rapper statunitense Aesop Rock, pubblicato nel 2020.

## Tracce
Testi e musiche di Ian Bavitz.
1. Hello from the Spirit World – 2:06
2. The Gates – 3:51
3. Button Masher – 3:45
4. Dog at the Door – 1:28
5. Gauze – 3:12
6. Pizza Alley – 4:36
7. Crystal Sword – 2:20
8. Boot Soup – 4:08
9. Coveralls – 3:39
10. Jumping Coffin – 3:29
11. Holy Waterfall – 3:48
12. Flies – 0:46
13. Salt – 3:37
14. Sleeper Car – 3:42
15. 1 to 10 – 0:53
16. Attaboy – 3:00
17. Kodokushi – 3:53
18. Fixed and Dilated – 2:38
19. Side Quest – 1:21
20. Marble Cake – 4:16
21. The Four Winds – 2:50